# Пер Генрік Лінґ
Пер Генрік Лінґ (швед. Pehr Henrik Ling; 1776, Сьодра-Юнга, комуна Юнгбю, лен Крунуберг, Швеція — 1839, Стокгольм) — шведський терапевт, вчений, викладач і засновник шведської системи гімнастики. Також відомий як поет.

## Біографія
Народився на півдні Швеції в 1776 році в сім'ї чиновника. За материнською лінією був праправнуком знаменитого вченого Улофа Рудбека-старшого (1630—1702), першовідкривача лімфатичної системи людини.
У 1792 році Пер Генрік закінчив гімназію у Векше. З 1793 року вивчав богослов'я в університеті Лунда. Отримав вчений ступінь у 1797 році в університеті в Упсалі. Потім виїхав за кордон на кілька років, спочатку в Копенгаген, де він викладав сучасні мови, а потім в Німеччину, Францію і Англію.
Матеріальні труднощі під час подорожі підірвали його здоров'я, він страждав від ревматизму, але набув значних знань гімнастики та фехтування. У 1804 році він повернувся у Швецію і зарекомендував себе як викладач даних дисциплін в Лунді, був призначений у 1805 році викладачем фехтування в університеті. Він виявив, що його щоденні вправи повністю відновили його тілесне здоров'я, тому він став думати над тим, як застосувати цей досвід на благо інших. Він відвідував заняття з анатомії та фізіології і пройшов всю навчальну програму для підготовки лікаря, потім розробив власну систему гімнастики, розділену на чотири гілки: педагогічну, медичну, військову і естетичну.
Після декількох спроб зацікавити уряд Швеції Лінґ, нарешті, в 1813 році вступив з ним у співпрацю, і Королівський Центральний інститут гімнастики, призначений для підготовки викладачів з даної дисципліни, був відкритий у Стокгольмі; його принципалом став сам Лінґ. Багато лікарів ставилися до діяльності Лінґа його учнів з великим скепсисом, однак той факт, що в 1831 році Лінґ був обраний членом Шведського медичного товариства, свідчить, що, принаймні, в його рідній країні його методи були визнані професійними.
Лінґ помер у 1839 році. Послідовниками його вчення стали Ларс Ґабріел Брантінґ (1799—1881), який змінив Лінґа на посаді директора інституту, Карл Август Георгій, який став субдиректором інституту, його син, Яльмар Лінґ (1820—1886). Разом з майором Турі Брандтом, який з 1861 року спеціалізується на лікуванні жінок (гінекологічна гімнастика), вони вважаються піонерами шведської лікувальної гімнастики.

## Літературна творчість
Лінґ також відомий як поет, представник так званого «геатського товариства» (від назви давньогерманської мови племені, яке в давнину населяло південну частину Скандинавії, — геатів). Основною темою поетичних творах Лінґа були історичні спогади про скандинавську давнину. В епопеях Gylfe і Asarne, а також у драмах Götiske, Ingiald Illraada і Engelbrekt Лінґ намагався відтворити стародавній світ богів і героїв.